# فقه و مصلحت
فقه و مصلحت کتابی از ابوالقاسم علی دوست است که در سال ۱۳۸۸ منتشر و در مراسم کتاب سال جمهوری اسلامی ایران به‌عنوان کتاب برگزیده معرفی شد.